# 下博德尼茨
下博德尼茨（德語：Unterbodnitz）是德国图林根州的一个市镇。总面积5.55平方公里，总人口194人，其中男性96人，女性98人（2011年12月31日），人口密度35人/平方公里。